# جان ادواردز (بازیکن فوتبال، زاده ۱۸۷۵)
جان ادواردز (انگلیسی: John Edwards؛ زادهٔ ۱۸۷۵) بازیکن فوتبال اهل بریتانیا است.
از باشگاه‌هایی که در آن بازی کرده‌است می‌توان به باشگاه فوتبال کویینز پارک رنجرز، باشگاه فوتبال استوک‌پورت کانتی، باشگاه فوتبال پلیموث آرگیل، باشگاه فوتبال پورت ویل، و باشگاه فوتبال گرایس اتلتیک اشاره کرد.